# Siptár Péter
Siptár Péter (Pécs, 1954. február 10. –) magyar nyelvész, az Eötvös Loránd Tudományegyetem Bölcsészettudományi Kar Angol–Amerikai Intézet egyetemi tanára, tudományos tanácsadó, az MTA doktora. A fonológiaelmélet és a magyar fonológia kutatója.

## Életpályája
Középiskolai tanulmányait a pécsi Nagy Lajos Gimnáziumban (1968–1972), egyetemi tanulmányait az ELTE Bölcsészettudományi Karán, angol nyelv és irodalom – általános és alkalmazott nyelvészet szakon végezte (1973–1978). Szakdolgozatát angol–magyar kontrasztív fonológiából írta (Investigations in English–Hungarian contrastive phonology). Bölcsészdoktori értekezését (Az angol–magyar kontrasztív fonológia néhány problémájáról) 1982-ben, kandidátusi értekezését (A magyar mássalhangzók fonológiája) 1994-ben védte meg. 2002-ben habilitált az ELTE-n (Aszimmetriák a magyar fonológiában). 2004-től az MTA doktora (Chapters from the Segmental Phonology of Hungarian).
1978-tól 1984-ig a Marx Károly Közgazdaságtudományi Egyetem Nyelvi Intézetének angol tanszékén dolgozott tudományos továbbképzési ösztöndíjasként, majd 1980-tól egyetemi tanársegédként; 1985–1986-ban az ELTE Tanárképző Főiskolai Karának angol tanszékén főiskolai adjunktusként. 1986 szeptemberétől a Magyar Tudományos Akadémia Nyelvtudományi Intézetének tudományos munkatársa, 1994-től 2009-ig tudományos főmunkatársa, 2009-től tudományos tanácsadója. 1995-től az ELTE Elméleti Nyelvészeti Tanszékén egyetemi docens, közben továbbra is főmunkatársként, majd tudományos tanácsadóként dolgozik az MTA Nyelvtudományi Intézetében. 2001-től az ELTE Nyelvtudományi Doktori Iskola alapító tagja. 2010. szeptember 1-től egyetemi tanár, 2011. július 1-től tanszékvezető.
1982–1983-ban magyar–brit kormányközi csereprogram keretében ösztöndíjas tanulmányúton vett részt Londonban a University College London Fonetikai és Nyelvészeti Tanszékén. 1987-ben a kaliforniai Stanford University-n hathetes nyári egyetemen, 1993-ban az angliai Reading University Nyelvészeti Tanszékén három hónapos ösztöndíjas tanulmányúton vett részt. 1996-ban Düsseldorfban, 1998-ban Leidenben volt vendégkutató.
Az Acta Linguistica Hungarica társszerkesztője (1996–2012); 1999-től részt vesz a Magyar Nyelvőr, 2000-től a Magyar Nyelv szerkesztőségének munkájában; 2007-től a Beszédkutatás, 2008-tól a Magyar Nyelv, 2012-től a Finno-Ugric Languages and Linguistics (FULL), 2013-tól az Acta Linguistica Hungarica szerkesztőbizottságának tagja. Eddig mintegy negyven tudományos kötet kiadásában vett részt szerkesztőként és/vagy fordítóként, publikációinak száma 250 fölött jár.
1999 óta az MTA Magyar Nyelvi Osztályközi Állandó Bizottságának tagja, 2015-től társelnöke. 2001-től 2004-ig az OTKA nyelvtudományi zsűrijének titkára, 2007-ben elnöke. 2003-tól az MTA Nyelvtudományi Bizottságának tagja, 2003-2005 között titkára is. 2006-tól a Magyar Nyelvtudományi Társaság választmányi tagja. 2010-től a Bolyai János Kutatási Ösztöndíj Kuratóriuma szakértői kollégiumának tagja és a Magyar Tudományos Akadémia közgyűlésének választott képviselője.

## Családi háttér
Felesége Siptárné Bábel Éva tanár, fia Siptár Dániel (1981) történész.

## Díjai, elismerései
- Telegdi Zsigmond Ösztöndíj (Stanford University, 1996)
- Akadémiai Díj (Magyar Tudományos Akadémia, 1998)
- Széchenyi Professzori Ösztöndíj (1998–2001)
- Akadémiai Kiadó Nívódíja (2005)
- Magyar Nyelvőr Díj (2015)
- Magyar Érdemrend tisztikeresztje polgári tagozat (2018)[1]

## Főbb publikációi
- Siptár Péter–Keszler Borbála–Tóth Etelka: Kis magyar helyesírás. 100 szabálypont magyarázatokkal és példákkal A magyar helyesírás szabályai 12. kiadása alapján; Akadémiai, Bp., 2016
- 2015. Kis magyar fonológia. Válogatott karcolatok. Veszprém: Pannon Egyetemi Kiadó, 100 oldal. ISBN 978-963-396-065-3
- 2015.	Abstractness or complexity? The case of Hungarian /a:/ (társszerző: Gósy Mária). In: É. Kiss, Katalin, Balázs Surányi & Éva Dékány (eds.): Approaches to Hungarian 14: Papers from the 2013 Piliscsaba Conference. Amsterdam & Philadelphia: John Benjamins, 147–165.
- 2013.	Optimális esszék a magyar fonológiáról (társszerző: Szentgyörgyi Szilárd). Veszprém: Pannon Egyetemi Kiadó, 124 oldal. ISBN 978-615-5044-75-5
- 2012. Current issues in morphological theory: (Ir)regularity, analogy, and frequency. Selected papers from the 14th International Morphology Meeting, Budapest, 13–16 May 2010 (ed. Ferenc Kiefer, Mária Ladányi & Péter Siptár). Amsterdam & Philadelphia: John Benjamins, xx + 268 oldal. ISBN 978-90-272-4840-4
- 2012. The fate of vowel clusters in Hungarian. In: Eugeniusz Cyran, Bogdan Szymanek & Henryk Kardela (eds.): Sound, structure and sense. Studies in memory of Edmund Gussmann. Lublin: Wydawnictwo KUL, 673–693.
- 2009. Natural and unnatural constraints in Hungarian vowel harmony (társszerzők: Bruce Hayes, Kie Zuraw, Zsuzsa Londe). Language 85: 822–863.
- 2009. Morphology or phonology? The case of Hungarian -ni. In: Marcel den Dikken & Robert M. Vago (eds.): Approaches to Hungarian 11: Papers from the 2007 New York Conference. Amsterdam & Philadelphia: John Benjamins, 197–215.
- 2008. Hiatus resolution in Hungarian: An optimality theoretic account. In: Christopher Piñón & Szilárd Szentgyörgyi (eds.): Approaches to Hungarian 10: Papers from the Veszprém Conference. Budapest: Akadémiai Kiadó, 187–207.
- 2000. The Phonology of Hungarian (társszerző: Miklós Törkenczy). The Phonology of the World’s Languages. Oxford & New York: Oxford University Press, 323 oldal. ISBN 978-0-19-823841-6
- 1995. A magyar mássalhangzók fonológiája. Linguistica, Series A: Studia et Dissertationes 18. Budapest: MTA Nyelvtudományi Intézet, 124 oldal. ISBN 963-8461-87-X